# Honda Civic GX
Honda Civic GX — легковой автомобиль производства японской компании Honda, выпускавшийся с 1998 по 2015 год на базе Honda Civic. Являлся единственным автомобилем Honda на компримированном природном газе (КПГ) в США.

## История
Honda Civic GX, впервые представленный в 1998 году, являлся модифицированной версией Civic LX с двигателем на сжатом природном газе. В 1998 году стоимость Civic GX составляла на 4500 долларов больше, чем Civic LX.
Изначально Civic GX был арендован в Лос-Анджелесе сотрудниками парковки и другими городскими служащими в качестве реальных предварительных испытаний. В 2001 году четырёхступенчатая автоматическая трансмиссия уступила место бесступенчатой, а в 2006 году автомобиль стал оснащаться пятиступенчатой автоматической трансмиссией. Таким образом, топливная экономичность была улучшена, а запас хода был увеличен до 250 миль. В 1998 году GX начал поставляться в некоторые штаты, в частности, в Калифорнию и Колорадо.
В 2006 году Civic GX был значительно модифицирован. Все варианты получили премию Motor Trend. В октябре того же года Civic GX начал поставляться в Нью-Йорк.
В июле 2009 года продажи Civic GX начались в штате Юта, а в апреле 2010 года — в Оклахоме. К декабрю 2010 года Civic GX продавался в 50 штатах, а осенью 2011 года розничные продажи были расширены до 35 штатов.
В 2015 году автомобиль был снят с производства.

## Галерея

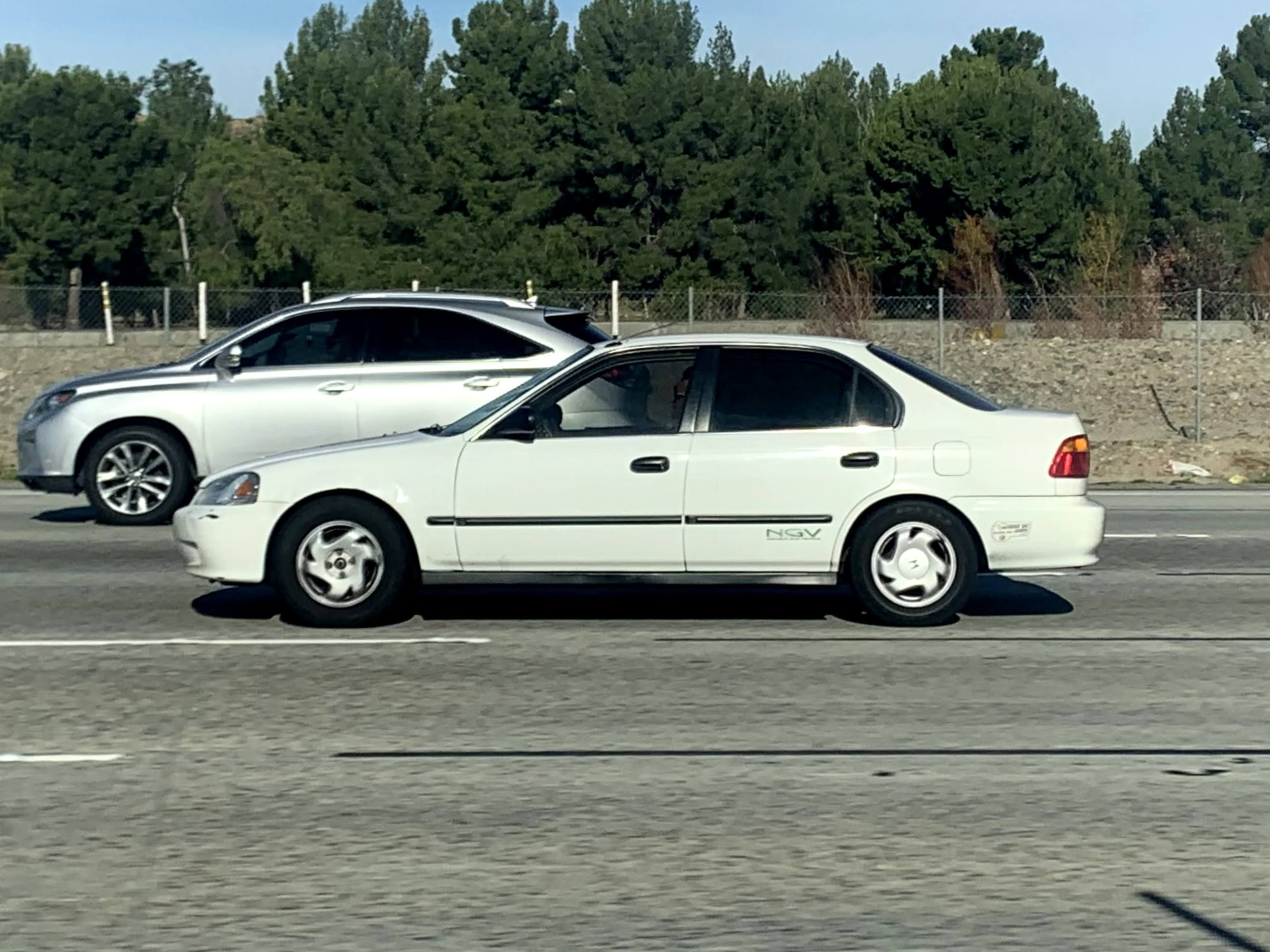
Первое поколение
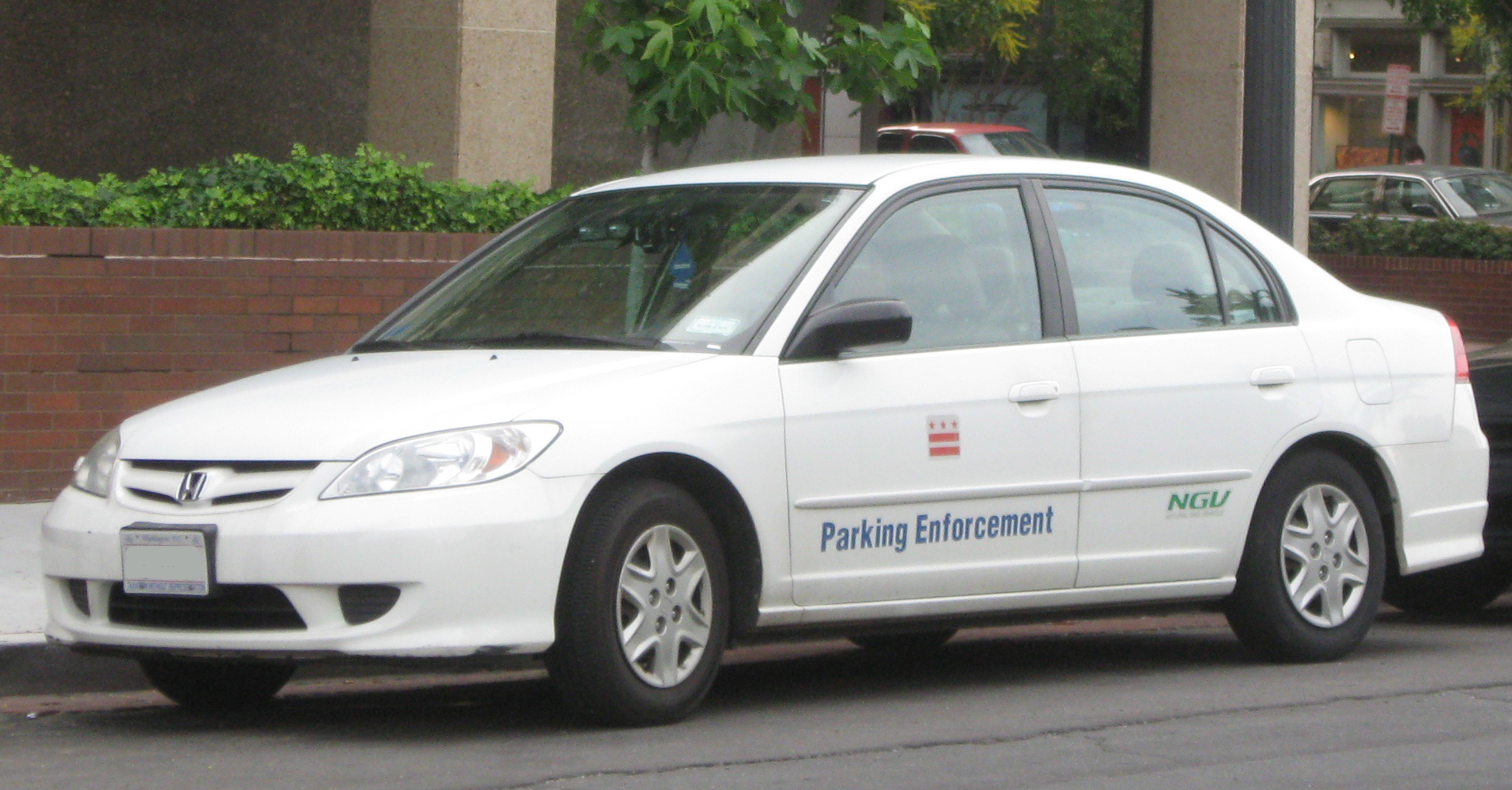
Второе поколение
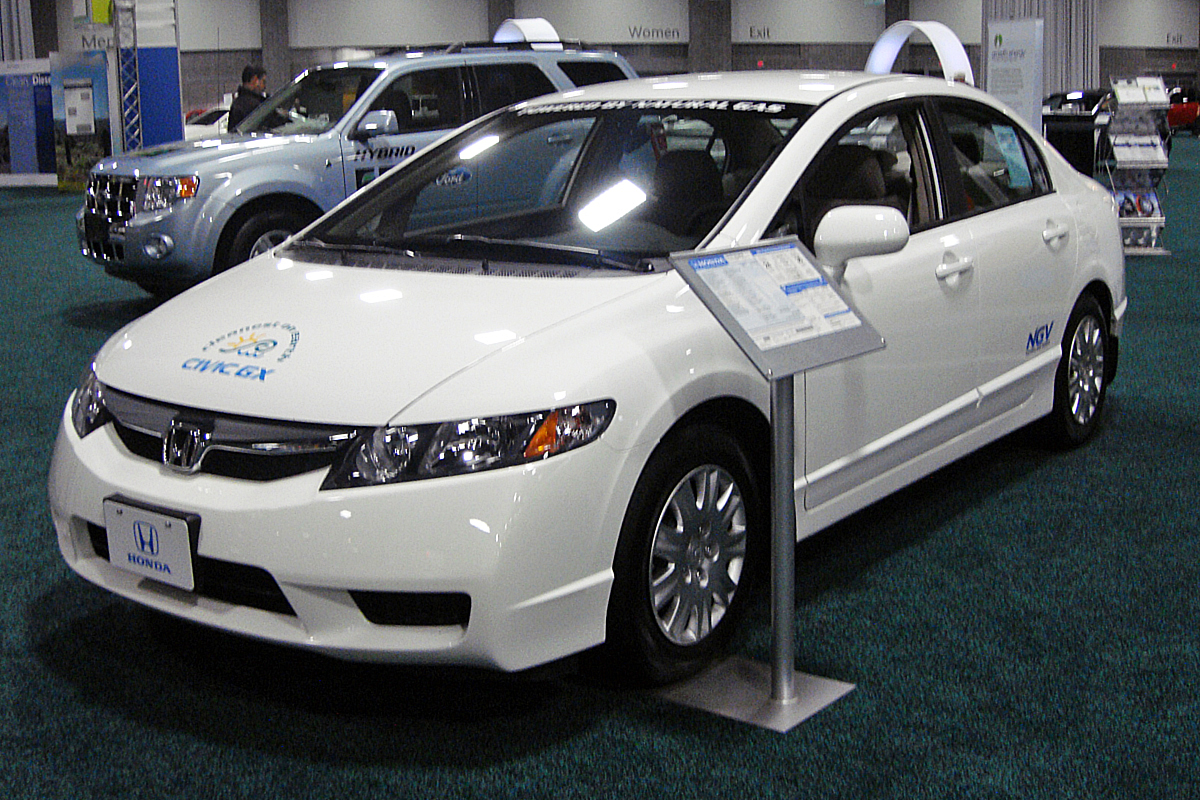
Третье поколение
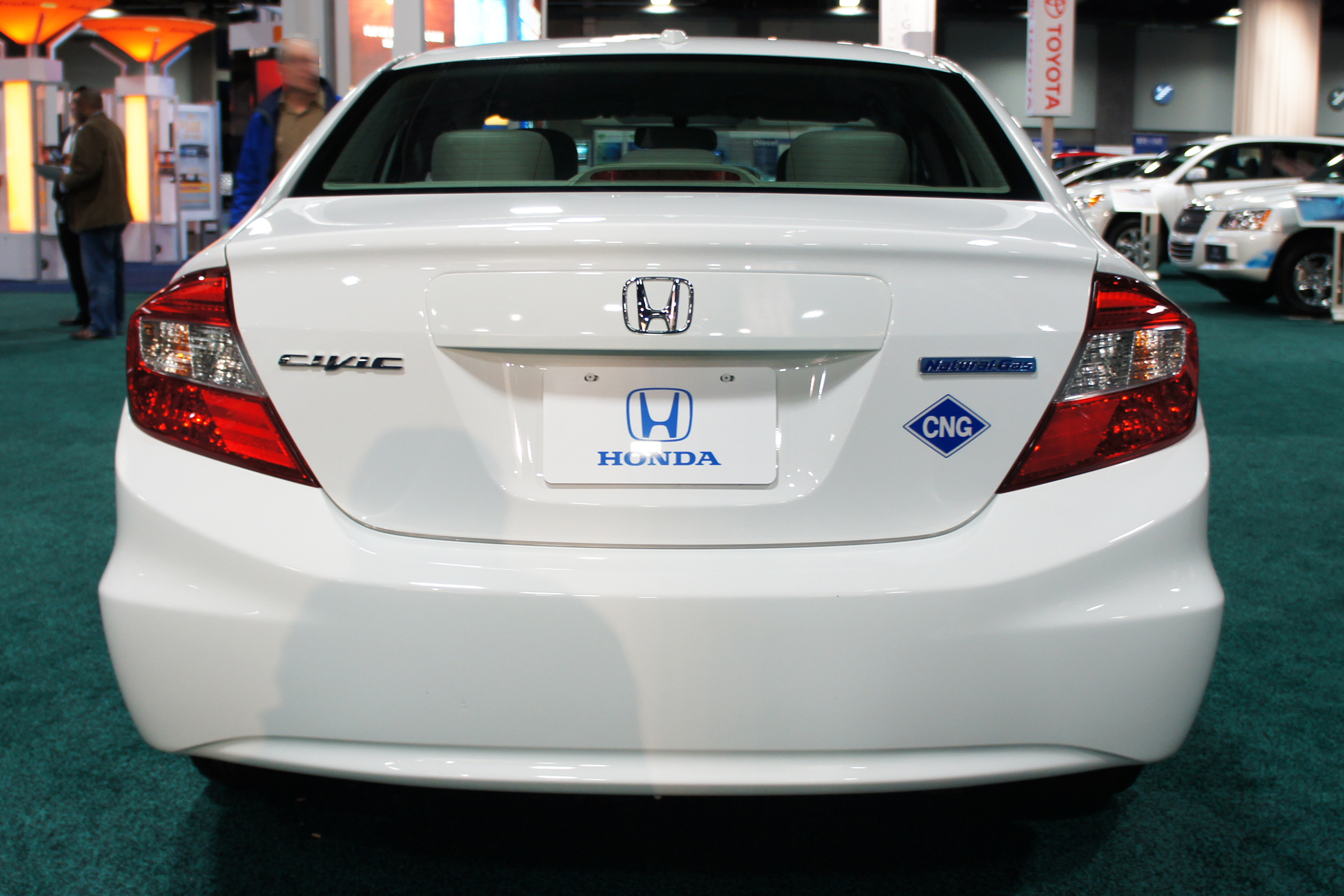
Четвёртое поколение
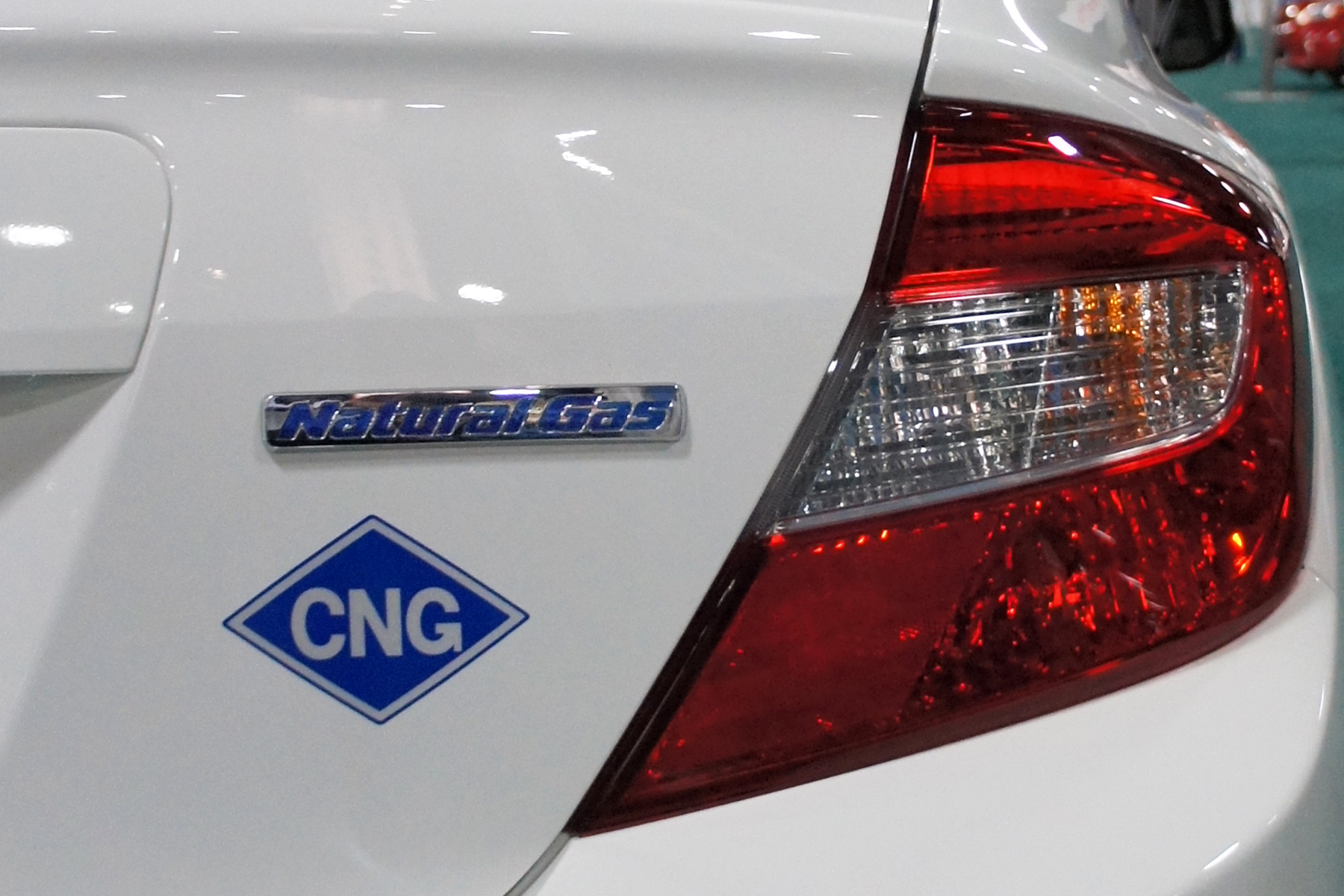
2012 Honda Civic GX с синей ромбовидной наклейкой CNG и эмблемой Natural Gas